# Cvija Greenfeld
Cvija Greenfeld (hebrejsky צביה גרינפלד‎,  27. října 1945) je izraelská politička a bývalá poslankyně Knesetu za stranu Merec-Jachad.

## Biografie
Narodila se roku 1945 v Jeruzalému. Patří do komunity utraortodoxních Židů.
Do parlamentu se dostala po volbách do Knesetu v roce 2006. Mandát ale získala až dodatečně v listopadu 2008, několik měsíců před koncem funkčního období, jako náhradnice za Josiho Bejlina. V Knesetu se zapojila do činnosti výboru pro ústavu, právo a spravedlnost a výboru pro imigraci, absorpci a záležitosti diaspory.
Voleb do Knesetu v roce 2009 se účastnila, ale mandát nezískala.